# Vinko Radovanović
Vinko Radovanović (* 3. August 1957 in Sarajevo; † 24. Oktober 2021 in Istočno Sarajevo, Republika Srpska, Bosnien und Herzegowina) war ein Arzt, Politiker und Diplomat aus Bosnien und Herzegowina, der zwischen 2008 und 2012 Bürgermeister von Istočno Sarajevo (Ost-Sarajevo) sowie von 2018 bis 2021 Botschafter in Montenegro war.

## Leben
Vinko Radovanović begann nach dem Besuch des Gymnasiums in Ilidža ein Studium der Medizin an der Universität Sarajevo, das er 1983 abschloss. Er nahm 1985 eine Tätigkeit als Arzt für Allgemeinmedizin am Gesundheitszentrum Ilidža auf. 2000 begann er seine politische Laufbahn als Mitglied der Nationalversammlung, eine der beiden Kammern des Parlaments der Republika Srpska, und gehörte diesem bis 2002 an. Im Anschluss gehörte er von 2002 bis 2008 dem Haus der Völker von Bosnien und Herzegowina (Dom naroda Parlamentarne skupštine Bosne i Hercegovine), einer der beiden Kammern des Parlaments von Bosnien und Herzegowina, an.
2008 wurde Radovanović Bürgermeister von Istočno Sarajevo (Ost-Sarajevo) und bekleidete das Amt bis 2012. Daraufhin fungierte er zwischen 2012 und 2017 als Vize-Bürgermeister von Istočno Sarajevo sowie von 2017 bis 2018 als Vizepräsident der Versammlung der Stadt. 2018 wurde er Botschafter in Montenegro und verblieb auf diesem Posten bis zu seinem Tod. Er befand sich zuletzt im Krankenhaus „Srbija“ in Ost-Sarajevo zur Behandlung einer COVID-19-Erkrankung, an deren Folgen er am 24. Oktober 2021 starb.

## Weblink
- OD POSLJEDICA KORONAVIRUSA: Preminuo nekadašnji gradonačelnik Istočnog Sarajeva. Radovanović je preminuo u Bolnici "Srbija", gdje je liječen od Covida-19. In: Slobodna Bosna. 24. Oktober 2021, abgerufen am 28. Oktober 2021 (baschkirisch).

| Personendaten    | Personendaten                                               |
| ---------------- | ----------------------------------------------------------- |
| NAME             | Radovanović, Vinko                                          |
| KURZBESCHREIBUNG | bosnisch-serbischer Politiker und Diplomat                  |
| GEBURTSDATUM     | 3. August 1957                                              |
| GEBURTSORT       | Sarajevo, Jugoslawien                                       |
| STERBEDATUM      | 24. Oktober 2021                                            |
| STERBEORT        | Istočno Sarajevo, Republika Srpska, Bosnien und Herzegowina |